# Čedomil Šilić
Čedomil Šilić  (Sarajevo, 4. veljače 1937. – Sarajevo, 21. listopada 2010.) bio je bosanskohercegovački i jugoslavenski botaničar. Njegova autorska skraćenica u botanici je Šilić. 

## Životopis

### Obrazovanje i usavršavanje
Čedomil Šilić je rođen u Sarajevu,  4. veljače 1937. godine, od majke Marice (rođene Guši) i oca lvana.
- Osnovnu školu, malu maturu i gimnaziju, završio je u Sarajevu.
- U Srednju šumarsku školu upisao se u Banjoj Luci, 1951/52, koja je, nakon tri godine,  preseljena na Ilidžu. Četvrti razred i diplomski ispit završio je 1956. godine,  odličnim uspjehom.

Trogodišnje razdoblje banjalučkog obrazovanja imalo je presudan utjecaj na Šilićevo buduće uže stručno usmjerenje. Botaniku i dendrologiju mu je predavao izvrsni pedagog Hrvoje Kovačević (1921-84), koji je kod njega razvijao smisao za crtanje u prirodi, a zajedničkim planinarskim ekskurzijama podsticao ljubav prema prirodi, osobito biljnom svijetu. Na ekskurziji na Mrakovici (Kozara),  kao i u poplavne šume hrasta lužnjaka kod Nove Gradiške, naučio je određivati biljke pomoću tek objavljenog (1950.) "dihotomskog ključa" pod naslovom "Flora" – priručnika za određivanje biljaka  (poznatog botaničara Radovana Domca). Od tada se počela ubrzano razvijati Šilićeva sklonost ka istraživanju prirode, osobito prema biljnom svijetu.
- U školskoj 1956./57. godini upisuje se na Šumarski odsjek Poljoprivredno-šumarskog fakulteta, Sveučilišta u Sarajevu na kojemu je diplomirao 1963. godine.
- Poseban interes za razjašnjavanje postojećih nedostataka i nejasnoća u taksonomiji biljaka bivše Jugoslavije, definira još 1965. godine, kada, u dogovoru sa šire poznatim profesorom dr. Ernestom Majerom iz Ljubljane, počinje prikupljanje potrebne građe za obradu teme koju prijavljuje za doktorsku disertaciju pod naslovom: Monografija rodova Satureja L., Calamintha Miller, Micromeria Bentham, Acinos MilIer i Clinopodium L. u flori Jugoslavije.[1]
- Nakon opsežnog istraživanja, akademski stupanj doktor botaničkih nauka  stekao je na Univerzi v Ljubljani,  1974.
- Djelujući u Planinskoj botaničkoj bašti Zemaljskog muzeja, Šilić proveo je kraće studijske boravke na stručnom usavršnvanju u botaničkim vrtovima u Zagrebu i Ljubljani, u cilju prenošenja tamošnjih iskustava u uređivanje Botaničke bašte ZM BiH. U ovom nastavno-znanstvenom objektu, obavljao je sve administracijske poslove oko održavanja objekta, organizirajući razmjenu živog i sjemenskog biljnog materijala s drugim botaničkim vrtovima i srodnim institucijama u ondašnjoj Jugoslaviji i inozemstvu.

### Profesionalna karijera
Prva  (službena)  profesijska iskustva, Šilić je počeo sticati već nakon prve godine studija, radeći na ilustriranju raznih knjiga i drugih publikacija. Zbog nedostatka financijskih sredstava za potpuno usmjerenja na studiranje, paralelno počinje raditi, kao 
- šumarski tehničar, u Zavodu za uređivanje šuma pri Institutu za šumarstvo u Sarajevu, a s radnim mjestom u Zavodu za šumarsku botaniku Šumarskog fakulteta Sveučilišta u Sarajevu, pod rukovodstvom  (kasnije) akademika Pavla Fukareka  (1957. i 1958.).  Taj angažman bilo je vezan za ilustratorske i kartografske poslove. Nakon pauziranja u studiju (u tom periodu),  nastavlja redovno školovanje. U toku druge godine studija bio je demonstrator na predmetu Opća botanika (kod prof. dr. Vojina Gligića, a kasnije na predmetu Dendrologija (kod prof. dr. Pavla Fukareka), sudjelujući u realizaciji vježbi i studentskih stručnih ekskurzija. U tom razdoblju surađivao je u terenskim istraživanjima, s pozicije tehničara–laboranta. Uključio se u tehnike izrade botaničkih, dendroloških, fitocenoloških i pedoloških priloga, kao i ilustriranje stručnih knjiga, skripata i udžbenika.

Nakon diplomiranja na Šumarskom fakultetu (1963.),  Šilić radi kratko kao 
- upravnik Botaničkog vrta Zemaljskog muzeja, a zatim odlazi na odsluženje vojnog roka u Školi rezervnih oficira  (Artiljerijski školski centar JNA u Zadru).
- Nakon odsluženja vojnog roka, 1964., nastavlja radni odnos u Zemaljskom muzeju u Sarajevu, u Prirodnjačkom odjeljenju u zvanju kustos–biolog, stručnjak za cvjetnice i šef Botaničkog vrta.

U prvoj polovini 1966. polagao je stručni ispit, nakon čega dobiva muzeološko zvanje:
- kustos (pred ispitnom komisijom Republičkog sekretarijata za obrazovanje i kulturu), a u zvanje viši kustos za radno mjesto biolog–stručnjak za cvjetnice u Zemaljskom muzeju Bosne i Hercegovine postao je l971.
- Poslije odbrane doktorske disertacije, napreduje u zvanje naučni suradnik (1974.)
- Reizborom biva biran u zvanje viši naučni suradnika (u dva izborna perioda)
- Naučni savjetnik postao je 1985.

U ovoj instituciji nastavlja kontinuirano raditi i napredovati u muzeologiji i prirodnim naukama, više od 30 godina, sve do odlaska u invalidsku mirovinu 1996. godine.
Tromjesečni studijski boravak i specijalizaciju u Mađarskoj,  posvetio je studiranju herbarijskog materijala i literature u Prirodnjačkom muzeju i Biološkom institutu u Budimpešti, koji se odnose na pet fokusiranih genusa u doktorskoj disertaciji. Taj isti posao je obavio u botaničkim institucijama u Pragu i Beču. Da bi stekao što vjerodostojniji uvid u horologiju svake od obrađivanih vrsta proučavanih rodova,  Šilić je tokom više godina botanizirao na nizu planina,  počevši od Alpa do Kajmakčalana, uključujući i otočne skupine Jadranskog mora. Zbog nejasnog taksonopskog statusa nekih biljnih vrsta i njihove komparacije sa srodnicim oblicima, istraživao je biljne zajednice na području susjednog Apeninskog poluotoka, od sjeverne Italije do Kalabrije  (Mt. Pollino i dr.), u Bugarskoj od Rile do Varne, a u Grčkoj dijelova Parnassa, Olimpa i ostalih kontinentalnih planina.  Za vrijeme boravka u Mađarskoj, na brojnim botaničkom ekskurzijama imao je priliku upoznati obilje osobenosti tamošnjeg flornog područja, što mu je mnogo pomoglo u daljnjem radu. Tada je učestvovao u radu Internacionalnog geobotaničkog kongresa, koji je održan na sjeveru Mađarske.
Za vrijeme ratnih zbivanja od 1992. do 1995. dr. Šilić je, svo vrijeme, bio na radnoj obavezi u Zemaljskom muzeju u Sarajevu.
Od 1996. do 2002.,  po nekoliko mjeseci godišnje,  radio je u Institutu “Planina i more” u Makarskoj, na prikupljanju herbarijskog materijala na Biokovu, a zatim njegovoj determinaciji i muzeološkoj obradi za herbarijsku zbirku flore Biokova, zajedno s dr. Marijom-Editom Šolić. Prvih godina je radio na muzeološkoj obradi "tipova"  biljnog materijala kojeg je taksonomski obradio i publicirao dr. fra Jure Radić.

## Djelo
Naučna, stručna, obrazovno-odgojana pa i umjetnička dostignuća uobličio je u:
- 54 izvorna naučna rada (uključujući i jednu monografiju),
- 29 stručnih publikacija,
- 15 elaboracija naučnih projekata,
- 130 naučno-popularnih radova,
- 8 objavljenih knjiga i jedna pripremljena za štampu,
- 9 muzeoloških i umjetničkih izložbi;
- 16 prirodnjačkih plakata i kalendara,  te
- više poštanskih maraka i mnoštvo (nepoznat broj) ilustracijskih priloga u muzejskim zbirkama, vlastitim i tuđim djelima.

### Inoviranjetrebevićkog“Alpinetuma”
Usporedno s redovnim studiranjem,  1958. zasniva radni odnos i do kraja studija biva stručni nadzornik u Planinskoj botaničkoj bašti ("Alpinetumu") na Trebeviću (kojeg je osnovao 1948. godine profesor Vojin Gligić). Alpinetum je bio u sastavu Fakultetskog šumskog oglednog dobra "Igman" Ilidža kojim je rukovodio dipl. ing. Ranko Trifković. “Alpinetum” je osnovan kao edukacijska podrška u radu nastavnicima u oblasti botaničkih studijskih programa, ali je bio potreban i istraživačima. Šilićev osnovni zadatak bio je prikupljanje, prenošenje, uzgajanje i proučavanje bh. planinske flore, osobito endemsko-reliktnih vrsta. Planinska botanička bašta je 1963. pripojena Šumarskom fakultetu Sveučilišta u Sarajevu, kao nastavni i istraživački objekt. 
Na radnom mjestu stručnog nadzornika u Bašti,  Šilić je imao priliku proširivanja praktičnih znanja i iskustava iz botanike, naročito floristike, kao i vođenja poslova u takvim institucijama, pa je i njegovo daljnje studiranje bilo usmjereno više u tom pravcu. Nažalost, do danas (2016.) je ovaj objekt potpuno devastiran i zapušten pa nema namijenjenu a nedvojbeno potrebnu funkciju.

### Terenska istraživanja
Čedomil Šilić prikupljao je i donosio u Botaničku baštu Zemaljskog muzeja živi i herbarijski materijal s mnogih planina: Julijske i Kamniške Alpe, Risnjak, Učka, Velebit, Biokovo, Čvrsnica, Prenj, Čabulja, Velež, Bitovnja, Vranica, Jahorina, Bjelašnica, Treskavica, Romanija, Maglić, Bioč, Volujak, Pivska planina, Durmitor, Orjen, Lovćen, Šara, Prokletije i Bjelasica.
Istovremeno je prikupljao sjemenski materijal za publikaciju "Index seminum", kao i floristički materijal za herbarijsku zbirku Zemaljskog muzeja. Kroz sva ova istraživanja, izuzetnu pažnju je usmjerio na proučavanje endemskih i reliktnih biljnih vrsta na prostoru cijele bivše Jugoslavije, a osobito dinaridskog krša.
Stečeno iskustvo i postignuti radni rezultati omogućili su mu da se zaposli kao honorarni šef Botaničkog vrta Zemaljskog muzeja Bosne i Hercegovine  (1963.).  Te godine u ovoj instituciji obilježavala se 75. obljetnica osnivanja.

### Istraživački projekti
Šilić se počeo baviti naučnoistraživačkim radom već tokom studija. Na Sveučilištu u Sarajevu nagrađen je prvim nagradama “29. novembar”:  1960. i 1961.,  za radove: 
- “Planinska botanička bašta na Trebeviću iznad Sarajeva" i
- "Dendroflora jednog od naših većih gradova" (Banja Luka). lz tog studentskog istraživanja rezultirala su tri objavljena naučna rada.

Dolaskom na novu dužnost u Prirodnjačko odjeljenje Zemaljskog muzeja Bosne i Hercegovine uključen je u floristička, taksonomska, fitogeografska i vegetacijska istraživanja Bosne i Hercegovine i susjednih područja.
Od samog početka profesionalne karijere, Šilić je uključen u tim botaničara Muzeja, Biološkog instituta Sveučilišta u Sarajevu i Prirodno-matemzitičkog fakulteta Sveučilišta u Sarajevu, u realizaciji kompleksnih istraživanja flore i vegetacije jugoistočne Bosne. Kvalitetno osmišljena studija obuhvatila je prašumsko područje Perućice, planinskih masiva Maglića, Bioča, Volujaka, Lelije, Zelengore i Lebršnika), a trajala su punih pet godina. Bio je uključen i u realizaciju projekta  “Hercegovački endemni centar u sklopu planina Prenj, Čvrsnica, Čabulja i Velež", koji je realizirao Zemaljski muzej, kao i na mnogim drugim istraživačkim projektima. 
Čedomil Šilić je dugi niz godina vrlo aktivno sudjelovao na terenu velikog dijela Bosne i Hercegovine,  prikupljajući podatke za kartiranje šumske i ostale vegetacije. Nakon toga je slijedila laboratorijska analitička obrada podataka, što je bio složen i odgovoran zadatak u okviru projekta "Vegetacijska karta Jugoslavije – teritorij Bosne i Hercegovine".
Znatan dio vremena i aktivnosti, naročito na početku muzeološke karijere, morao je posvetiti koncipiranju i uređivanju Botaničkog vrta, kojeg je zatekao u veoma zapuštenu stanju. Izvršena je rekonstrukcija i ohnavljanje zhirki "kamenjara" brojnim vrstama svih postojeih biljno-geografsko-ekoloških skupina u vrtu, a formiran je i novi “Alpinetum", kao i neke druge izložbene skupine. S tim u vezi, svake vegetacijske sezone, u više navrata, realizirao je veliki broj hotaničkih ekskurzija na planine kompleksa Dinarida u cilju prikupljanja i prenošenja živih biljaka za nasade Botanikog vrta. lstovremeno je prikupljao sjemenski materijal za publikaciju "Index seminum", kao i floristiki materijal za herbarijsku zbirku Zemaljskog muzeja. Tokom ovih istraživanja, poebnu pažnju usmjerio na proučavanje endemskih i reliktnih biljnih vrsta na prostoru cijele bivše Jugoslavije.
Neovisno od ekipnih ístraživanja i istraižvanja posvećenih potrebama Botaničkog vrta, obavljao je samostalna floristiko-vegetacijska istraživanja na terenu, uz pratnju (u tadašnjem Sarajevu poznatog) glavnog vrtlara Ðorda Ðurana (npr. kanjon Rakitnice u Hercegovini). Sva ova terenska istraživanja omogućila su mu izvrstan uvid u poznavanje flore i vegetacije Dinarida, a posebno sistema pojedinih rodova i biljnih vrsta.

### Knjige – udžbenici
Još 1969. godine Čedomil Šilić inicira pokretanje edicicije prirodnjačkih knjiga pod nazivom “Priroda jugoslavije",  koju je prihvatio i počeo realizirati tada renomirani Zavod za izdavanje udžbenika Bosne i Hercegovine.  Jedan od prvih priloga te realizacije je i Šilićeva knjiga 
- “Atlas drveća i grmlja”,  koja je izašla krajem 1973. i koja je dobila velika priznanja, kako u zemlji, tako i u inozemstvu. Pripajanjem Zavoda Izdavačkoj kući "Svjetlost",  nastavljeno je sa štampanjem knjiga u navedenoj seriji. Prva knjiga je doživjela četiri izdanja (četvrto 1995), a zatim su slijedite u ovoj ediciji, takoder Šilićeve, knjige:
- “Šumske zeljaste biljke" (prvo izdanje 1977.,  četvrto 1990.),
- "Endemične biljke" (prvo izdanje 1984.; treće 1990.) i
- “Ukrasno drveće i grmlje" (1990.).

Zahvaljujući bogatom iskustvu u izdavanju knjiga dr. Šilić inicira 2002. godine novu seriju knjiga pod nazivom “Priroda Bosne i Hercegovine". Ovu Šilićevu inicijativu prihvaćaju nakladnici Matíca Hrvatska, ogranak Čitluk i Franjevačka kuća Masna Luka,  u čijoj ediciji Šilić publicira dvije knjige: 
- "Endemične i rijetke biljke Parka prirode Blidinje" (2002.) i
- “Atlas dendroflore (drveće i grmlje) Bosne i Hercegovine" (2005.).

### Novoopisani taksoni i fitosocioliško-vegetacijske jedinice
U okviru doprinosa poznavanju (sub)specijske i ekološke bioraznolikosti biljnog svijeta Bosne i Hercegovine, kao i onovremane Jugoslavije, Čedomil Šilić opisao je niz taksona fitosocioloških jedinica.
Taksoni
- Satureja horvatii  Šilić
- S. adamovicii  Šilić
- S. fukarekii Šilić
- S. visianii Šilić
- Micromeria albanica (Griscb. ex K. Maly) Šilić, comb. nov.
- M. pseudocroatica Šilić
- M. kosaninii Šilić
- Acinos orontius (Malý K.) Šilić, comb. nov.
- A. hungaricus (Simonkai) Šilić, comb. nov.
- A.majoranifolius (Mill.) Šilić, comb. nov.
- Calamintha vardarensis Šilić
- Satureja x orjenisilis Šilić
- Acinos x ornixtus (Ausserd.) Šilić, comb. nov. x Calamicronieria liostii (Caruel)  Šilić, comb. nov.
- Oreoherzogia puuilla (Turra) Vent subsp. illyrica  Šilić
- Acinos alpines (L.) Moench subsp. dinaricus Šilić
- Satureja montana L. subsp. pisidica (Wettst.) Šilić, comb. nov.
- Satureja subspicata Bartl. ex Vis. subsp. Iiburnica Šilić
- Satureja subspicata Bartl. ex Vis. subsp. subspicata var. obcordata (Horak) Hayek f. obovata Šilić
- Micromeria croatica (Pers.) Schott var. croatica  Šilić
- M. croatica (Pers.) Schott var. croatica f. linearilanceolata Šilić
- M. croatica  (Pers.) Schott var. croatica f. ovalifolia Šilić
- M. croatica  (Pers.) Schott var. croatica f. multicaulis Šilić
- M. thymifolia (Scop.) Fritsch f. parviflora  Šilić
- M. thymifolia (Scop.) Fritsch f. condensatus Šilić
- M. thymifolia (Scop.) Fritsch f. hirsutior Šilić
- M. thymifolia (Scop.) Fritsch f. macrodonta Šilić
- M. dalmatica Bentham f. multiflora Šilić
- M. cristata (Hampe) Griseb. f. albiflora Šilić
- M. parviflora (Vis.) Reichenb. f. multiantha Šilić
- M. parviflora (Vis.) Reichenb. f. rubrotincta Šilić
- Satureja montana L. f. subquadrangula (Rochlena) Šilić
- Acinos orontius (Malý K.) Šilić f. albiflora Šilić
- Clinopodium vulgare L. f.  unicephala Šilić
- C. vulgare L. f. minor Šilić
- Scilla lakusicii  Šilić

Vegetacijske jedinice
Između ostalog, Šilić je samostalno i u koautorstvu opisao tri biosociološko-vegetacijske jdinice, prema tada široko prihvaćenom, danas gotovo napuštenom,  sistemu Braun-Blanqueta:
- Heliospermo retzdorffiani-Oreoherzogietum illyricae Šilić
- Minuartio handelii-caricetum Bjelčić & Šilić
- Lino-Salvietum hrachyodoni  Šilić & Abadžić

### Popularizacija nauke
Osim naučnoistraživačkog rada,  dr. Silić je imao izuzetan afinitet prema popularizaciji prirodnih znanosti, posebice biljnog svijeta. Kao rezultat takvog odnosa prema popularizaciji i edukaciji jest i njegovih 129 popularnih i naučno-popularnih radova. Najveći broj takvih priloga objavio je u glasilu Biološkog društva BiH “Biološki list" i glasilu nevladine ekološke organizacije Fondeko,   pod nazivom “Fondeko svijet”.
časopisu “Ekologija", “Palčić" i dr.

### Slikarstvo i umjetnička fotografija
Istovremeno s upisom na fakultet učlanjnje se u Likovnu sekciju Akademskog kulturno-umjetničkog društva "Slobodan Princip-Seljo" u Sarajevu,  pod rukovodstvom akademskog slikara Vojislava Hadžidamjanovića.  Za pet godina rada u Sekciji stekao je osnovna znanja i vještine iz slikarstva,  što mu je u daljnjem radu mnogo značilo i omogućilo da realizira brojne likovne kreacije  (izložbe, ilustracije svojih i tuđih knjiga i knjiga i sl.).
Već tokom studija, u organizaciji pomenutog Društva i Kluba studenata Šumarskog fakulteta,  1961.godine, priređuje samostalnu izložbu slika, uz veliku potporu profesora Vojina Gligića i poznatog kolekcionara slika Ilije Buljovčića, uposlenog na mjestu domara Fakulteta koji mu je pomogao oko izrade nekih okvira za izložene slike. Na ovoj samostalnoj izložbi,   Šilić je izložio 40 uljanih slika i 30 grafika. Nakon ove izložbe, uključen je u brojne kolektivne izložbe Likovne sekcije AKUD “Slobodan Princip-Seljo": u Zagrebu,
Beogradu, Sarajevu, Mostaru, Banjoj Luci, Tuzli, Brčkom, Prijedoru, Zenici itd. Na smotri slikara–amatera kulturno-umjetničkih društava Bosne i Hercegovine,  Šilić je 1963. dobio prvu nagradu Saveza amaterskih kulturno-umjetničkih društava i organizacije Bosne i Hercegovine za uspješno izlaganje na izložbama likovnih amatera Bosne i Hercegovine i kao najbolji slikar - amater (u žiriju bili akademski slikar Mario Mikulić i profesorica Sida Marjanović).
Kao aktivan član Foto-kluba “Sarajevo”,  Čedomil Šilić je izlagao na brojnim studentskim izložbama umjetničke i planinarske fotografije u tadašnjoj Jugoslaviji i inozemstvu (New York, Pendicherry: Ashram Photography, Indija). Dobitnik je brojnih nagrada i priznanja (npr. "Zlatno oko" u Novom Sadu i dr.). Sudjelovao je na brojnim izložbama Planinarskog saveza Jugoslavije za što je dobio više diploma i nagrada u
zemlji i inozemstvu.
Čedomil Šilić je imao solidnu kućnu foto-laboratoriju u kojoj je sam razvijao svoje filmove i slike izložbenog formata, ulazcći u “tajne" fotografije.

### Djelovanje u naučno-stručnim asocijacijama uredništvima
Čedomil Šilić je bio član i/ili funkcioner oko 25 naučno-stručnih duštava, redacija časopisa i edicija, među kojima su i: 
- Redakcija  "Biološkog lista"
- Izdavaki savjet Zemaljskog muzeja Bosne i Hercegovine (skr. – GZM, dugogodišnji predsjednik)
- Muzejsko društvo Bosne i Hercegovine
- Biološko društvo Bosne i Hercegovine
- Društva sistematičara Bosne i Hercegovine
- Društva za zaštitu prirode Bosne i Hercegovine
- Glavni i Koordinacijskog odhor za obilježavanje 100-te godišnjice Zemaljskog muzeja Bosne i Hercegovine
- Uredništvo Vodiča kroz zbirke Zemaljskog muzeja Bosne i Hercegovine, Sarajevo,
- Redakcija "Spomenice" Zemaljskog muzeja Bosne i Hercegovine
- Redakcija glavni i odgovorni urednik GZM BiH – sveska za Prirodne nauke
- Redakcija i glavni, odgovorni i tehniki urednik ratne sveske GZM BiH (arheologija, etnologija, prirodne nauke), sveska je pripremana u ratnim uvjetima, izašla je iz štampe 1996. godine, a četiri godine kasnije sadržaj cijele ove sveske je preveden na engleski jezik u muzejskoj publikaciji WMBiH
- Redakcijski kolegijij edicije "Priroda Jugoslavije"
- Organizacijski i Redakcijski odbor Znanstvenog skupa "Minerali, stijene, izumrli i živi svijet Bosne i Hercegovine", Sarajevo
- Organizacijski i Redakcijski odbora Naučnog skupa "Populacija, vrsta i biocenoza (u povodu 80 godina rođenja prof. dr. Živka Slavnića), Sarajevo,
- Redovni član Hrvatskog društva za znanost umjetnost  (od 1993.)
- Uredništvo naučno-popularne revije "Fondeko svijet" Sarajevo
- Internacionalna Istočno-alpsko-dinarska sekcija za istraživanje vegetacije
- Uredništva edicije "Priroda Bosne i Hercegovine"
- Upravni odbor Zemaljskog muzeja Bosne i Hercegovine
- Redakcija edicije "Priroda Bosne i Hercegovine".

## Vanjske poveznice
- http://www.fmoit.gov.ba/download/Fondeko%20Svijet%2032_PREVIEW.pdf  Arhivirana inačica izvorne stranice od 4. ožujka 2016. (Wayback Machine)
- http://www.matica.hr/zbivanja/804/%5Bneaktivna+poveznica%5D
- http://www.hercegovina.info/mediji/poskok-info/umro-botanicar-dr-cedomil-silic-4176
- http://letholandez.blogger.ba/arhiva/2010/02/19/2438066  Arhivirana inačica izvorne stranice od 25. lipnja 2013. (Wayback Machine)
- http://www.klix.ba/vijesti/bih/umro-botanicar-dr-cedomil-silic/101023015
- http://www.hayat.ba/bih/31271-umro-botaniar-dr-edomil-ili-%5Bneaktivna+poveznica%5D